# Gnesta
Gnesta er en by som ligger i Södermanlands län i landskabet Södermanland i Sverige. Den er administrationsby i Gnesta kommune og i 2010 havde byen 5.562 indbyggere, hvoraf 5.485 boede i Gnesta kommune. En mindre del af byen ligger i Södertälje kommune.
Gnesta ligger ved jernbanelinjen Västra stambanan, som går mellem Södertälje og Nyköping.